# Société de développement des périodiques culturels québécois
 (octobre 2022).
La Société de développement des périodiques culturels québécois (SODEP) est un organisme sans but lucratif québécois chargé de représenter les éditeurs de périodiques culturels québécois et de leur offrir un appui administratif.

## Historique
Fondée en 1978, et constitué juridiquement depuis 1980, la SODEP représente près de cinquante revues culturelles qui sont regroupées par thématique : arts visuels, cinéma, création littéraire, culture et société, histoire et patrimoine, littérature, théâtre et musique, théories et analyses.
Depuis 2011, la SODEP tient annuellement Le Printemps des revues qui regroupe plusieurs événements et activités dans le but de favoriser la découvrabilité et la diffusion des revues culturelles québécoises.

## Périodiques membres
- 24 images
- À bâbord!
- Annales d'histoire de l'art canadien
- Caminando
- Cap-aux-Diamants
- Caribou
- Ciel variable
- Ciné-Bulles
- Circuit, musiques contemporaines
- Continuité
- Culture Trad Québec
- Entrevous
- Espace
- Esse arts + opinions
- Estuaire
- Études littéraires
- Exit
- Femmes de parole
- Histoire Québec
- Inter, art actuel
- Jeu, Revue de théâtre
- L'Action nationale
- Le Sabord
- Le Trente
- Les Cahiers de lecture
- Les Cahiers de la SQRM
- Les Écrits
- Lettres québécoises
- Liberté
- L'Inconvénient
- Lurelu
- Magazine Gaspésie
- Mœbius
- Nouveau Projet
- Nouveaux Cahiers du socialisme
- Nuit blanche
- Planches
- Relations
- Revue d'histoire de la Nouvelle-France
- Saguenayensia
- Séquences
- Siggi
- Spirale
- Tangence
- Vie des Arts
- Voix et images
- XYZ, la revue de la nouvelle
- Zone occupée